# Il Resto del Carlino
Pour les articles homonymes, voir Carlino (homonymie).
Il Resto del Carlino (autrement dit le journal qui pouvait s'acheter avec deux centimes, c'est-à-dire le reste du carlino, le Petit Charles, pièce de Bologne) est un quotidien italien, basé à Bologne, qui diffuse à plus de 160 000 exemplaires de moyenne.

## Biographie
Il fait partie du groupe Quotidiano nazionale, avec Il Giorno et La Nazione. Il forme un réseau pour sa diffusion sur internet avec deux quotidiens du même groupe éditorial (la S.p.A. Poligrafici editoriale) : qui porte le nom de QN - Quotidiano Nazionale.